# Samuel Pepys
Samuel Pepys (piːps), född 23 februari 1633 i London, död 26 maj 1703 i London, var en engelsk ämbetsman och dagboksförfattare.

## Dagboken
Pepys var en aktad ämbetsman, som 1660–1669 med chiffer skrev en dagbok av stort kulturhistoriskt värde. Den upptäcktes och gavs ut 1825 (beskuren upplaga, en mer omfattande kom 1893–1899, i svensk översättning 1922) och har blivit en mindre klassiker.

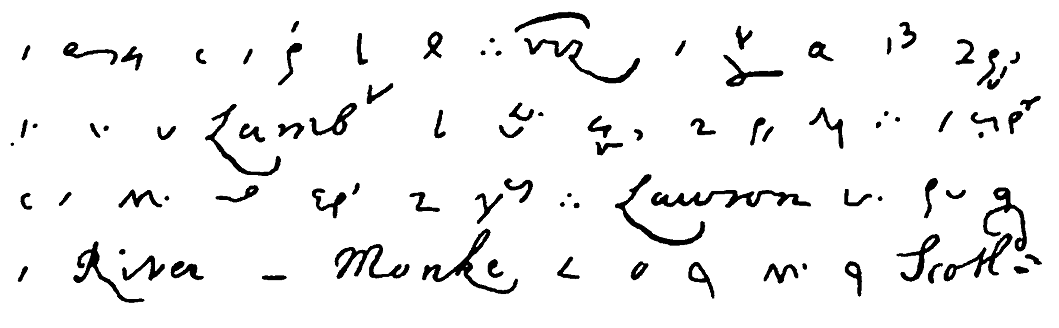
Utdrag från dagboken med dess stenografiska teхt.

Dagboken författades på chiffer och testamenterades tillsammans med hans brev och samlingar till Magdalene College i Cambridge. Pepys skriver om pesten 1665, den stora branden i London 1666, om politiska och sociala förhållanden. Hans naiva öppenhet och intima avslöjanden av egna och andras snedsprång, laster och dråpligheter gjorde att dagboken länge utgavs i censurerat skick. 1970–1983 utgavs den fullständiga dagboken i 11 band.
Dagboken skrevs med stenografisk stil enligt Thomas Sheltons stenografi med inlagda spanska, franska eller italienska ”kodord” (speciellt när det gällde känsliga uppgifter).

## Ämbetsmannen
Pepys var sekreterare i amiralitetet under Karl II och Jakob II. Han var känd under sin samtid som en duglig ämbetsman, av stor betydelse för engelska flottan, och som en gynnare av litteratur och vetenskap samt en av de tidigaste samlarna av gamla tryck och ballader. Han var även ordförande i Royal Society. Av sin samtid skildras han som respektabel och en smula pompös. Pepys satt en period i parlamentet och bland hans vänner kan nämnas personligheter som Isaac Newton och Christopher Wren. Han avgick från sina ämbeten efter störtandet av Jakob II 1688 då han kom att tillhöra Non-jurors.

## Svenska översättningar
- Pepys' dagbok (1660–1669): hans anteckningar om sig själv och den "glade kungens" tider (i urval, översättning och bearbetning av K. G. Ossiannilsson) (Wahlström & Widstrand, 1922)
- Pepys' dagbok (i urval och översättning av Jane Lundblad) (Forum, 1953)